# Las Lajas (Chame)
Las Lajas è un comune (corregimiento) della Repubblica di Panama situato nel distretto di Chame, provincia di Panama. Si estende su una superficie di 13,3 km² e conta una popolazione di 3.431 abitanti (censimento 2010).